# Norrmalmstorgsdramat
Norrmalmstorgsdramat var ett gisslandrama i Sverige som ägde rum den 23–28 augusti 1973 på dåvarande Kreditbanken vid Norrmalmstorg i Stockholm. 
Torsdagen 23 augusti togs fyra av bankens medarbetare som gisslan av den kriminelle Janne Olsson. Efter hot om att döda dessa fördes på Olssons begäran den riksbekante brottslingen och Olssons tidigare medfånge Clark Olofsson – som vid tillfället avtjänade ett fängelsestraff – in i banken. Olofsson hade av polis fått instruktioner att försöka tala "rånaren" till rätta men han lierade sig istället med Olsson och en vecka av hot, fritagningsförsök och förhandlingar inleddes – allt under mycken och närgången rapportering från media. Under dramats gång skadades två poliser, men gisslan förblev oskadd och ingen kom till skada vid själva upplösningen som gick tämligen odramatiskt till.
Psykiatern Nils Bejerot som var delaktig i förloppet skulle senare ge namnet Stockholmssyndromet åt en aspekt av gisslans upplevelser av situationen och handlande därefter, ett uttryck som sedan spred sig världen över.

## Dramats förlopp

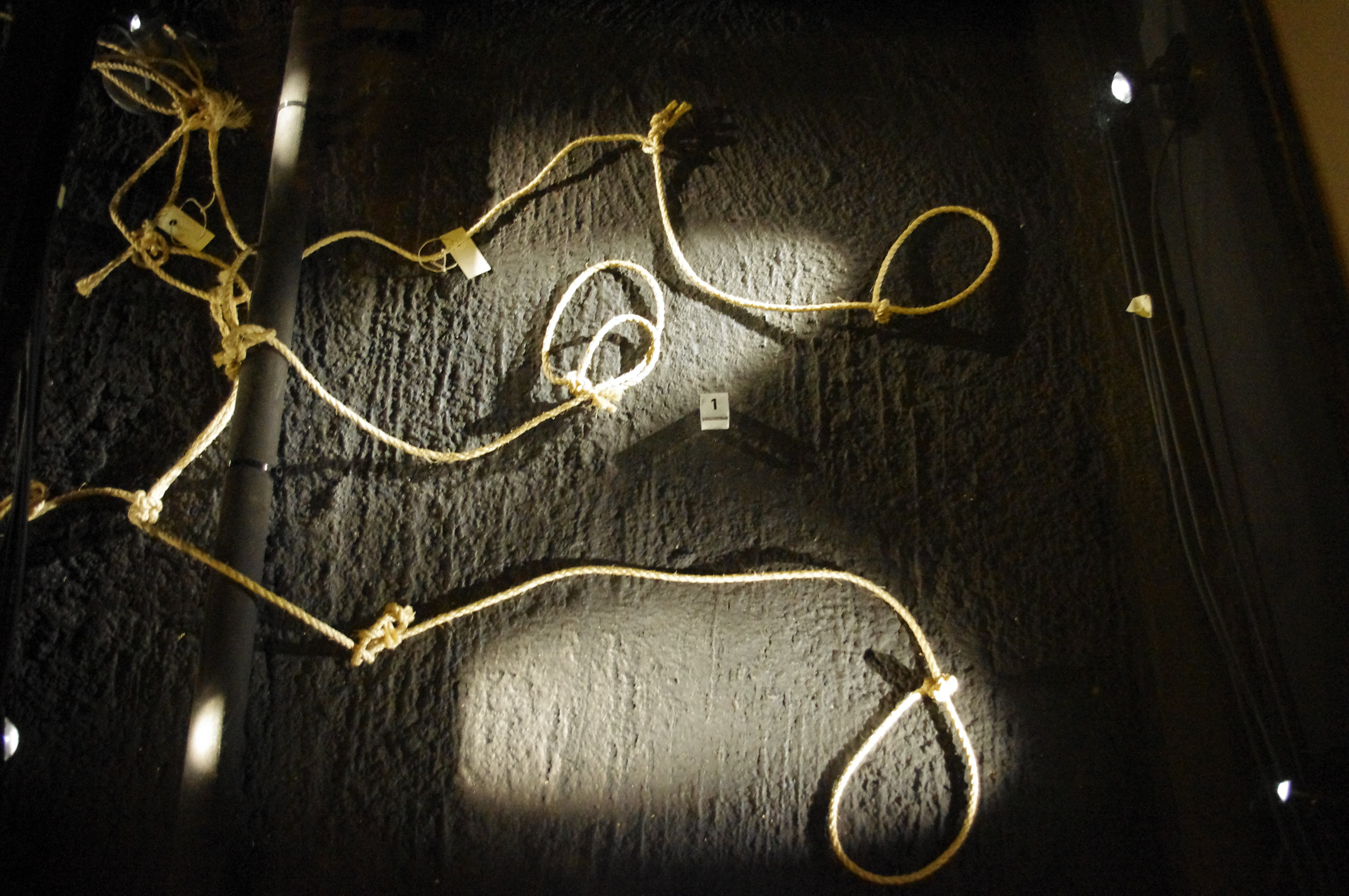
Snaror som användes mot gisslan.

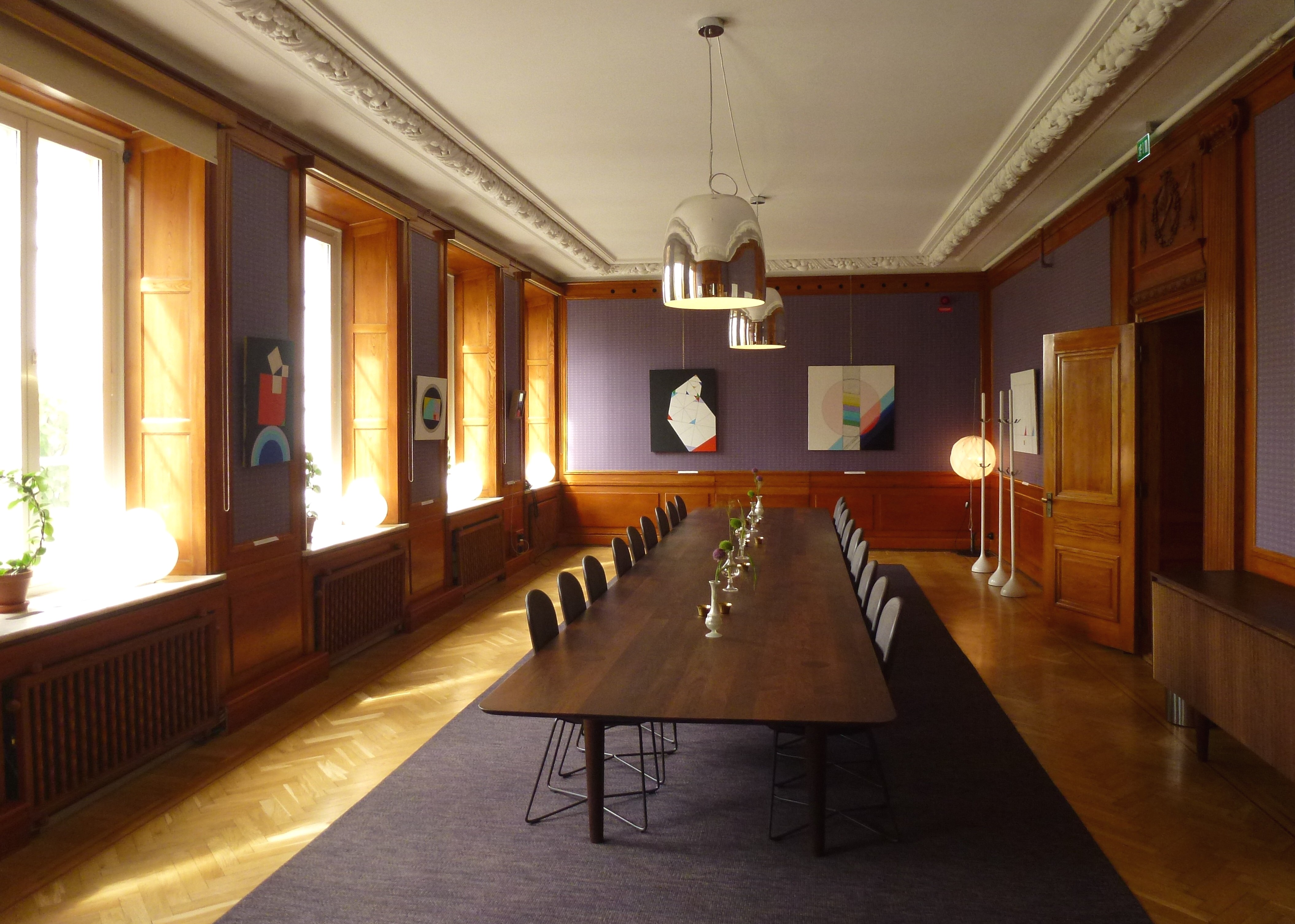
I styrelserummet ovanför banken (bild från 2012) planerades hur gisslandramat skulle hanteras.

Rånet började när Jan-Erik "Janne" Olsson, en fånge på permission, gick in på Kreditbanken vid Norrmalmstorg i centrala Stockholm den 23 augusti 1973. Olsson var beväpnad med en kpist och dynamit och avlossade en skottsalva ut i lokalen. En banktjänsteman lyckades larma polis som genast anlände till platsen. Några polismän tog sig in i banken men där besköts de och en av dem sårades i handen.
Olsson, vars identitet i detta läge var okänd för polisen, tog tre kvinnor som gisslan; Birgitta Lundblad (31), Elisabeth Oldgren (21) och Kristin Enmark (23).
Olsson krävde att den beryktade svenska brottslingen Clark Olofsson, som vid tillfället satt fängslad, skulle föras till honom i banken och krävde utöver detta tre miljoner svenska kronor, skottsäkra västar, hjälmar, två pistoler och en flyktbil. Olofsson hämtades av polisen på fängelset i Norrköping efter ett regeringsbeslut och han släpptes därpå mot justitieminister Lennart Geijers och statsminister Olof Palmes order in i banken. Han fann där ytterligare en banktjänsteman som hållit sig gömd, Sven Säfström (24), som då införlivades med gisslan.
Rånarna och gisslan barrikaderade sig sedan i bankens valv. Två polismän lyckades efter ett par dagar smyga in i banken och stänga dörren till valvet, så att rånare och gisslan blev instängda. Den 26 augusti borrade polisen ett antal hål i taket som först användes för att föra ner en kamera och sedan, den 28 augusti, för att släppa in gas i valvet. För att hindra polisen från att använda gas tvingades gisslan under perioder sitta med snaror runt halsen så att de skulle strypas om sövande gas sprutades in i valvet. Två gånger sköt Olsson upp genom hålen och vid det andra tillfället träffades en kriminaltekniker i handen och ansiktet.
Vid två tillfällen talade Olofsson, Olsson samt två ur gisslan i telefon med dåvarande statsministern Olof Palme. Kristin Enmarks telefonsamtal med Palme finns bevarat.
Dramat upplöstes i och med att polisen satte in gas, då Olsson gav upp. Inga av rånarna eller gisslan skadades.

## Efterhistoria
Janne Olsson dömdes till tio års fängelse, avtjänade sitt straff och har sedan dess inte dömts för några liknande brott. I mitten av 1990-talet flyttade han till Thailand.
Clark Olofsson fördes tillbaka till fängelset för att fortsätta avtjäna sitt tidigare straff. För Norrmalmstorgsdramat dömdes han först för rån i tingsrätten men friades i hovrätten eftersom han hävdade att han bara försökte skydda gisslan. Han blev därefter upprepade gånger dömd för andra våldsbrott, bland annat i Danmark. 
Med tanke på den långa tid som förflutit sedan Norrmalmstorgsdramat ägde rum, och det faktum att såväl rånarna som gisslan och polisen befann sig under stor psykisk press, är det väldigt svårt att exakt utröna vad som egentligen skedde i enskilda situationer. De personer som var involverade i dramat och som ställde upp på TV-intervjuer 2003 i samband med 30-årsdagen av dramat hade emellanåt väldigt olika minnesbilder av detaljer i händelseförloppet. Mest påtagligt var att Janne Olssons och Clark Olofssons berättelser ofta gick vitt isär och sade emot varandra.
De mer seglivade ryktena och spekulationerna efter Norrmalmstorgsdramat har dock varit att:
- En eller flera av kvinnorna skulle ha utsatts för något slags övergrepp då de skrikit panikartat i samband med att polisen borrade hål i taket till bankvalvet. Ganska snart kunde dock detta avskrivas då man på den bandade ljudupptagningen, efter att den "tvättats", kunde höra att ropen gällt att man vill att polisen skulle "sluta borra".[4]

- Statsminister Olof Palme engagerade sig personligen i dramat och talade bland annat med en av kvinnorna i gisslan, Kristin Enmark, på telefon. Polisen spelade in totalt 45 minuter av dessa telefonsamtal och delar av detta material användes vid de följande rättegångarna. 20 minuter av bandinspelningarna klipptes dock bort och försvann spårlöst vilket gett upphov till mycket spekulation kring vad som sades under dessa delar av telefonsamtalet. 2003 tillstod såväl Enmark, som Olsson, Olofsson och Ingemar Krusell, att anledningen till raderingen var att Palme hade frågat Enmark om det inte skulle vara skönt "att dö på din post?".[4]

- Clark Olofsson smugglade ut en större summa pengar från banken, trots att dramat slutade med att han och Janne Olsson gav upp och överlämnade sig till polisen frivilligt. Teorier som florerat är att Olofsson skulle ha stoppat upp 10 000-kronorssedlar i ändtarmen och/eller i förväg ha hyrt en bankbox i lokalen och deponerat pengarna där och/eller helt enkelt ha stoppat sedlar i kuvert och lagt dessa i bankens korgar för utgående post. Olofsson erkände i en TV-dokumentär 2003 att han fick med sig en större summa pengar från bankvalvet men vägrade berätta hur han bar sig åt. Olsson tillstod i samma dokumentär att han sett Olofsson stoppa upp sedlar i "ändalykten" men att Olofsson skrivit brev med sedlar adresserade till sig själv (eller medbrottsling) när de båda var inlåsta i valvet vilket hade omöjliggjort att de senare lagts i någon utgående post.[4]

2016 var flyktbilen till salu. Uppgifterna om bilen på något sätt hade preparerats av polisen gick isär.

## Stockholmssyndromet
Ett berömt fenomen från Norrmalmstorgsdramat var Stockholmssyndromet, vilket kan liknas vid ett psykologiskt fenomen där en person i en hotsituation, som till exempel ett gisslandrama, börjar sympatisera med gärningsmannen och försvarar dennes agerande. Norrmalmstorgsdramat innehöll flera händelser som tyder på att någon form av förtroende mellan rånarna och gisslan uppstod. Här följer några exempel:
- Kristin Enmark tog Janne Olsson i försvar när hon talade i telefon med Olof Palme. Hon menade att det var polisen som hade börjat skjuta och att Olsson bara hade försvarat sig.[4]

- Stämningen under telefonsamtalet blev stundtals irriterad då Enmark, som förde gisslans talan, insisterade på att rånarna och gisslan skulle få komma ut ur banklokalen, utan att hindras av polisen, och åka iväg i den flyktbil som körts fram. Olof Palme vägrade dock att gå med på något sådant eftersom han ansåg att situationen kunde bli ännu värre om man "släppte ut såna där på vägarna". Detta höll inte Kristin Enmark med om utan ansåg att det bästa för att lätta upp situationen hade varit om polisen hade gett efter för rånarens krav.

- Under ytterligare ett telefonsamtal, som direktsändes i radio, utvecklade Kristin Enmark sitt resonemang och hävdade att hon "...inte var det minsta rädd för vare sig Clark eller den andre... vad jag är rädd för är att polisen skall storma in här i banklokalen och börja skjuta och ha sig... för då förstår man ju att i ett sådant läge då kommer ju ingen av oss levande härifrån, då dör vi ju allihop...".
- Gisslan Kristin Enmark intervjuades i Ekot och sa bland annat ”Jag är inte det minsta rädd för Clark och den här andra killen. Jag är rädd för polisen”. [7]

- Vid dramats slut krävde polisen att gisslan skulle komma ut ur valvet först, och Olsson och Olofsson sist. Rånarna vägrade dock gå med på detta då de fruktade att polisen skulle misshandla eller skjuta dem så fort gisslan, som var de enda som kunnat vittna om en sådan händelse, var utom syn- och hörhåll. Gisslan tycktes även här sympatisera med rånarna och vägrade komma ut ur bankvalvet innan Janne Olsson och Clark Olofsson gått ut.

År 2018 gjordes den amerikansk-kanadensiska långfilmen Stockholm, som är en spelfilm om Norrmalmstorgsdramat i regi av Robert Budreau. Filmen har visats på SVT1 2023-08-21.